# Dolores (Quezon)
Dolores es un municipio filipino de cuarta clase, perteneciente a la provincia de Quezon, en la región de Calabarzon.

## Historia
Hacia mediados del siglo XIX, el lugar, ya por entonces perteneciente a la provincia de Tayabas, tenía contabilizada una población de 1231 habitantes, repartidos en 205 casas. Aparece descrito en el segundo volumen del Diccionario geográfico, estadístico, histórico de las Islas Filipinas (1851) de Manuel Buzeta Núñez y Felipe Bravo con las siguientes palabras:

DOLORES: pueblo con cura y gobernadorcillo, en la isla de Luzon, prov. de Tayabas, dióc. de Nueva-Cáceres; se halla sit. en los 125° 6' long., 14° 10' lat., al pie del monte Majaijay, á la orilla derecha de un rio, y su clima es bastante templado y saludable. Tiene como unas 205 casas, en general de sencilla construccion, distinguiéndose solamente como mas notables la casa parroquial y la llamada tribunal ó de justicia, donde se halla la cárcel. Hay escuela de primeras letras, á la que concurren bastantes alumnos, é igl. parroquial servida por un cura regular: inmediato á esta se halla el cementerio, que es bastante capaz y ventilado. Tambien tiene varios caminos regulares, por el que se comunica con los pueblos inmediatos. El term. confina por N. con el monte Majaijay (dist. 1 leg.); por E. con el pico Banajao (á 2 ¼); por S. E. con Sariaga (á 2 ¾), y por O. con Tiaon, (dist. 2 leg.) El terreno es muy montuoso y está bañado por un r. que baja del Majaijai; en sus montes se crian muy buenas maderas de construccion y ebanistería, caza mayor y menor, y mucha miel y cera, que elaboran las abejas en los parajes que hallan á propósito para ello. En el terreno reducido á cultivo las prod. son arroz, maiz, cacao, abacá, caña dulce, ajonjoli, algodon, añil, frutas y legumbres. La ind. consiste en el beneficio de las producciones naturales y en el tejido de varias telas, y el com. en la esportacion del sobrante de sus productos. pobl. 1,231 alm. 350 trib., que ascienden á 3,500 rs. plata, equivalentes á 8,750 rs. vn.
(Buzeta y Bravo, 1851, pp. 22-23)

En 2020, tenía censados 32 514 habitantes.